# 大曲町
大曲町（おおまがりまち）は、秋田県仙北郡にあった町。現在の大仙市中心部にあたる。本項では町制前の名称である大曲村（おおまがりむら）についても述べる。

## 地理
- 河川：雄物川、丸子川

## 歴史
- 1889年（明治22年）4月1日 - 町村制の施行により、大曲村、飯田村、川目村、小貫高畑村、和合村、東川村、戸蒔村の区域をもって大曲村が発足。
- 1891年（明治24年）7月7日 - 大曲村が町制施行して大曲町となる。
- 1914年（大正3年）3月15日 - 秋田仙北地震が発生。仙北郡立図書館の土蔵や秋田地方裁判所大曲支部が潰倒するなどの被害。米町・寺町の被害が甚大で町内で最も深刻であった[1]。
- 1954年（昭和29年）5月3日 - 花館村・内小友村・大川西根村・藤木村・四ツ屋村と合併して大曲市が発足。同日大曲町廃止。
- 2005年（平成17年）3月22日 - 大曲市が神岡町・西仙北町・中仙町・協和町・南外村・仙北町・太田町と合併して大仙市が発足。

## 歴代村長及び町長
- 冨樫貞治
- 三村謙蔵
- 田口謙蔵（号は松圃）
- 藤井正治郎（大曲町の助役。のち町長代理[2]。龍角散一家の子孫である[3]）
- 石井忠良
- 高垣保吉
- 板谷五郎左衛門（幼名・忠太郎。息子の孝之助は戦後の大曲市の市長[4]）
- 石川弥七
- 福原定吉（石川弥七の分家である石川富三郎の家と親戚[5]）

### 大曲村時代の肝煎
- 小西（有明）勇七
- 柴田常保

## 大曲町の町会議員
- 田口岩蔵（議長[6]）
- 榊田清兵衛（5代・清兵衛[7]）
- 三村謙蔵
- 佐々木吉郎右衛門
- 板谷五郎左衛門
- 石川弥七
- 塩谷甚太郎（10代目[8]、12代目[8]）
- 竹内直助
- 斉藤勘右衛門
- 三村長七（屋号は三長[9]）

## 交通

### 鉄道路線
- 日本国有鉄道
  - 奥羽本線
    - 大曲駅

### 道路
- 国道13号

## 著名出身者
- 榊田敬二 (俳優)
- 藤井帰一郎（教育者）
- 三森英逸（郷土史家）